# Eureka, Kansas
Eureka là một thành phố thuộc quận Greenwood, tiểu bang Kansas, Hoa Kỳ. Năm 2010, dân số của xã này là 2633 người.

## Dân số
Dân số các năm:
- Năm 2000: 2914 người
- Năm 2010: 2633 người